# 우스터역
우스터역(Uster)은 스위스 우스터에 위치한 기차역이다. 역은 발리젤렌에서 우스터와 라퍼스빌까지의 철도 노선에 있으며 취리히 S-반 노선 S5, S9, S14 및 S15가 운행된다.
1909년과 1949년 사이에 우스터역은 우스터-외트빌 철도(UOeB)의 종점이기도 했으며, 우스터와 취리히 고원의 에슬링엔 및 외트빌을 연결하는 미터궤 전기 트램웨이였다.
우스터역의 특이한 특징은 역사적인 엔진 창고이다. 이것은 1856년의 단순한 창고와 1857년의 부분 원형 하우스, 턴테이블 주위에 배열된 두 개의 별도 건물로 구성된다. 원형 집은 양쪽에 집이 있다. 앙상블 전체는 1985년부터 역사적 기념물로 지정되어 원래의 상태로 복원되었다. 그것은 국가적으로 중요한 문화재의 스위스 목록에 올라 있다. 취리히주 소유이며 담프반-베라인 취리히 고원에서 역사적인 철도 차량 컬렉션을 유지 관리하는 데 사용된다.
2018년에는 우스터역의 일부가 재건되어 취리히 S-반의 모든 열차가 장애물이 없는 접근이 가능하다.

## 갤러리
- 복원된 엔진창고)lok remise)
- 엔진창고(lok remise)의 라운드하우스